# 侏儒蚺
侏儒蚺屬（學名：Exiliboa）是蛇亞目林蚺科下的一個單型屬，專為一種主要分布於墨西哥的無毒林蚺侏儒蚺（亦稱瓦哈卡侏儒蚺，E. placata）而設。目前未有任何亞種被確認。

## 特徵
侏儒蚺具備洞棲性，擅長穿越於地洞之間。身體顏色呈深黑色，暗泛光亮。

## 地理分布
侏儒蚺主要分布於墨西哥的瓦哈卡州。

## 保育狀態
在世界自然保護聯盟中，侏儒蚺被列入紅色名錄中的「易危」（VU）級別。

## 備註
1. 1 2  McDiarmid RW、Campbell JA、Touré T：《Snake Species of the World: A Taxonomic and Geographic Reference, vol. 1》頁511，Herpetologists' League，1999年。ISBN 1-893777-00-6
2. ↑  . ITIS. 2007  [14 September, 2007].
3. ↑  . ITIS. 2007  [14 September, 2007].
4. ↑  Mehrtens JM：《Living Snakes of the World in Color》頁480，紐約：Sterling Publishers，1987年。ISBN 0-8069-6460-X

## 外部連結
- （英文）侏儒蚺屬